# Valverde de la Virgen
Valverde de la Virgen là một đô thị trong tỉnh León, Castile và León, Tây Ban Nha. Theo điều tra dân số 2006 (INE), đô thị này có dân số là 5.034 người.